# Ekudden, Nacka

Ekudden är ett bostadsområde som är beläget på Sicklaön, väster om bostadsområdet Järla sjö vid Järlasjöns norra strand i Nacka kommun, Södermanland, Stockholms län.

## Historia

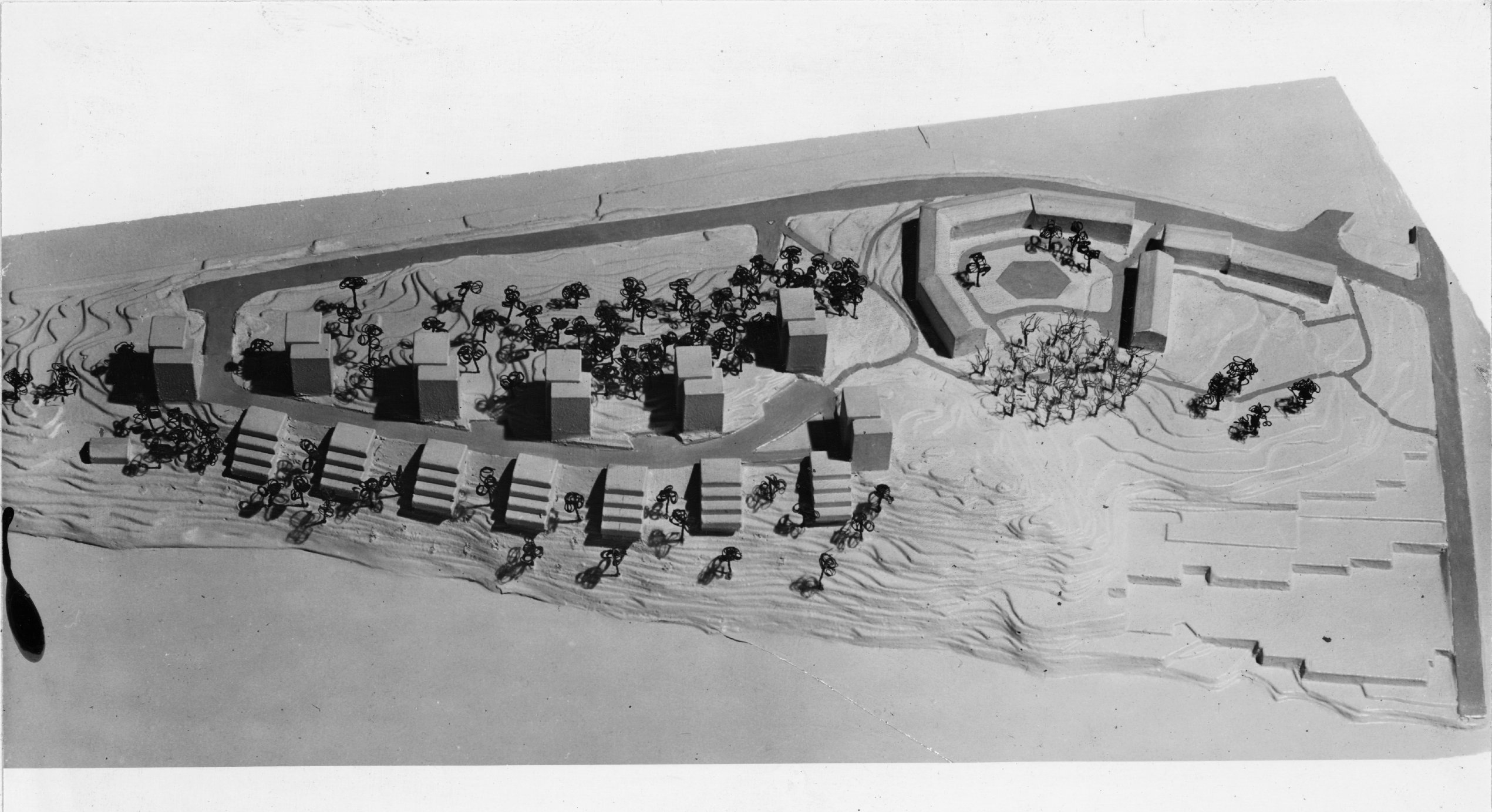
Byggnadsplan för Ekudden.

Ekudden ligger i området Järla, ett område som har anor från yngre järnåldern (500-1000 e.Kr.) Under slutet av 1800-talet undersöktes ett flertal gravhögar belägna på den plats där Ekuddens bostadsområde idag är belägget. Gravhögarna anses ha blivit anlagda "i brytningstiden mellan hednisk och kristen tid" bl.a. eftersom gravläggningen skett på olika sätt för asatroende och kristna.
Bebyggelsen i Järla-området sträcker sig historiskt sett till senare vikingatid (900-1000 e. Kr.), detta liksom namnet Järlaö som härleds till begreppet iaerl, dvs. det fornsvenska ordet för jarl och med betydelsen hövding. Närliggande "Saltsjö-Järla station" togs i bruk redan den 1 april 1894. 
I början av 1900-talet anlades en rad industrilokaler i det område där bostadsområdet Järla sjö i dag ligger.
Bostadsområdet Ekudden bebyggdes med höghus under perioden 1958–1965 och då fanns bl.a. ett postkontor och en livsmedelsaffär i området. 
Flera höghus på Ekudden är ritade av arkitekten Sture Frölén. 2012 har ytterligare två höghus tillkommit.

## Flygbilder
På Riksantikvarieämbetets webbplats publiceras en flygbild över bostadsområdet Ekudden. Bilden är tagen i september 1967 och utöver fastigheterna på Ekuddsvägen skymtas även närliggande bostadsområden som Finntorp och Talliden, samt delar av det industriområde där bostadsområdet Järla sjö senare byggdes.
Ett flertal flygbilder över området Ekudden kan beskådas på Infobank/Nacka, bilderna är tagna år 2003.